# Джемиль, Тахсин
Тахсин Джемиль (рум. Tahsin Gemil; род. 21 сентября 1943, Меджидия, Румыния) — румынский историк, переводчик, дипломат и политик. Бывший член Палаты депутатов Румынии с 1990 по 1996 год, а также посол в Азербайджане (1998–2003) и Туркменистане (с 2004 года). Автор более 100 работ по истории Османской империи и Румынии, перевёл на румынский язык документы, написанные на османском турецком языке. Профессор Университета Овидия в Констанце.

## Биография
Родился 21 сентября 1943 года в городе Меджидия в татарской семье с крепкими мусульманскими традициями. Его предки обосновались в Добрудже после Крымской войны (1853-1856). Его прадед, Гаджи Керим, был первым мэром муниципалитета Меджидии (1878-1886). Начальную и среднюю школу Тасин Джемиль окончил там же.
В 1965 году закончил обучение на факультете истории и философии университета города Яссы, впоследствии там же получил докторскую степень.
С 1966 по 1994 работал в научно-исследовательском институте истории и археологии в Яссах, затем в институте истории имени Николае Йорга в Бухаресте Румынской академии наук.
В первые месяцы после румынской революции 1989 года активно участвовал в создании и работе национального фронта спасения. В результате выборов 1990 года в законодательные органы власти и переизбрания в 1992 году (он представлял уезд Констанцы как президент Демократического союза татар-тюрков Румынии) был избран в парламент страны. Работал в комитете по образованию, науке, делам молодёжи и спорту, а также в Комитете по правам человека, делам религий и проблем национальных меньшинств.
С 1991 по 1994 годах доцент, с января 1995 года профессор университета Овидия в Констанце.

## Труды
Автор более 100 работ по Османской империи и румынской истории, он перевел на румынский язык большое количество документов, написанных на старотурецком языке. Учёный владеет помимо родного крымскотатарского и румынского языков старым и современный турецким, туркменским и азербайджанским языками, а также свободно использует английский, французский, узбекский, казахский и кыргызский языки.